# 붐뱁
붐뱁(Boom Bap)은 1980년대 후반부터 1990년대 초반 힙합 전성기 시절 이스트코스트 힙합에서 두드러졌던 하위 장르이자 음악 제작 스타일이다.
"붐뱁"이라는 용어는 각각 큰북과 작은북에 사용되는 소리를 나타내는 의성어이다. 스타일은 일반적으로 다운비트에 강렬한 어쿠스틱 베이스 드럼 샘플을 사용하는 메인 드럼 루프, 업비트에 깔끔한 어쿠스틱 스네어 드럼 샘플, 드럼 루프를 강조하는 "인 유어 페이스"(in yourface) 오디오 믹스, 특히 킥-스네어 조합으로 인식된다.
음악에 "붐뱁"을 접목한 유명한 힙합 아티스트로는 크레이그 맥, Run-D.M.C., 나스, LL 쿨 J, 갱 스타, KRS-One, MF DOOM, 맙딥, R.A. 더 러그드 맨, 빅 엘, 부트 캠프 클릭, 그리셀다, 우 탱 클랜, 제이Z, 코먼 (래퍼), 야신 베이, 어 트라이브 콜드 퀘스트, 노토리어스 B.I.G 등이 있다.
주요 프로듀서로는 DJ 프리미어, 피드 록(Pete Rock), 벅와일드(Buckwild) 및 다이아몬드 D(Diamond D)가 있다.